# Iran Khodro
A Iran Khodro é uma fabricante iraniana de automóveis, e também montadora de automóveis Peugeot no Irã. Atualmente faz parte do Grupo Industrial Iran Khodro.
Foi fundada em Agosto de 1962 e estabelecida em 1967 com capital inicial de 40 mil dólares por Mahmoud Khayami como Iran National, e nacionalizada em 1980, após a revolução Islâmica.  A empresa iniciou produzindo ônibus com chassis importados da Alemanha.
Durante a década de 60 e 70, produziu o popular Paykan, em parceria com a companhia inglesa Rootes. Durante todo esse tempo, foram produzidas unidades em diversas versões. No final da década de 1960, a Peugeot adquiriu a Rootes e assumiu a produção desse automóvel até 2005, quando encerrou a produção.
Atualmente, a Iran Khodro é uma empresa de capital misto. Além do mercado local, a marca exporta carros para outros países da Ásia e Oriente Médio. No início de 2016, o grupo PSA Peugeot-Citroën assinou uma joint venture para a produção de modelos Peugeot mais modernos e de baixo custo, como o 208, 301 e 3008. O investimento é de cerca de 400 milhões de euros. A previsão é de que os novos modelos da Peugeot saiam da planta iraniana ainda no segundo semestre de 2017.
Atualmente seu modelo de maior sucesso é o Samand, que será produzido na Venezuela com o nome de Samand Centauro, feito em parceria com o governo local.

## A montagem decisiva para o carro
A Iran Khodro Company convidou todos os acionistas a participar da Assembleia Geral Extraordinária, publicando um aviso no sistema Kodal, que é considerado uma assembleia decisiva para a Khodro.
Nesta reunião extraordinária serão debatidas duas questões do artigo 141.º da Lei Comercial e a adequação dos estatutos da sociedade ao modelo dos estatutos da Organização dos Valores Mobiliários.
Este fórum será realizado a partir das 8h30 da segunda-feira, 17 de Bahman, em Teerã.

## Principais modelos produzidos
- Samand
- Samand Sahir
- Peugeot 206
- Peugeot 206 Sedan
- Peugeot Pars
- Peugeot 405
- Tondar 90 (Dacia Logan)
- Bardo pick-up
- Runna
- Arisun, picape baseada no 405.
- Soren